# Chiesa dei Greci (Barletta)
La Chiesa dei Greci è una chiesa situata a ridosso del centro storico del comune italiano di Barletta in provincia di Barletta-Andria-Trani in Puglia.

## Storia
Il primo accenno della presenza di questa chiesa si trova in un documento del "Codice Diplomatico barlettano", risalente al 1398, in cui tale Angelillo Trapperius di Berteraymo fa richiesta all’arcivescovo di Trani della costruzione di una cappella sub vocabulo Sante Marie de Angelis con annesso ospedale per poveri.. La peste del 1656 colpì la città facendo calare il numero dei suoi abitanti dai ventimila di quell'anno agli ottomila del marzo successivo, decimando anche un cospicuo numero di greci–ortodossi: circostanza che determinò la scomparsa della colonia per oltre un secolo. Solo nel 1789 che, in seguito alla ricostituzione della comunità greca, la chiesa ritornò al rito ortodosso fino al 1842, quando i greci latini di rito cattolico con l'aiuto delle autorità locali se la ripresero.
A Barletta il rito ortodosso veniva praticato anche nella Chiesa di San Giorgio (Barletta).

## Caratteristiche

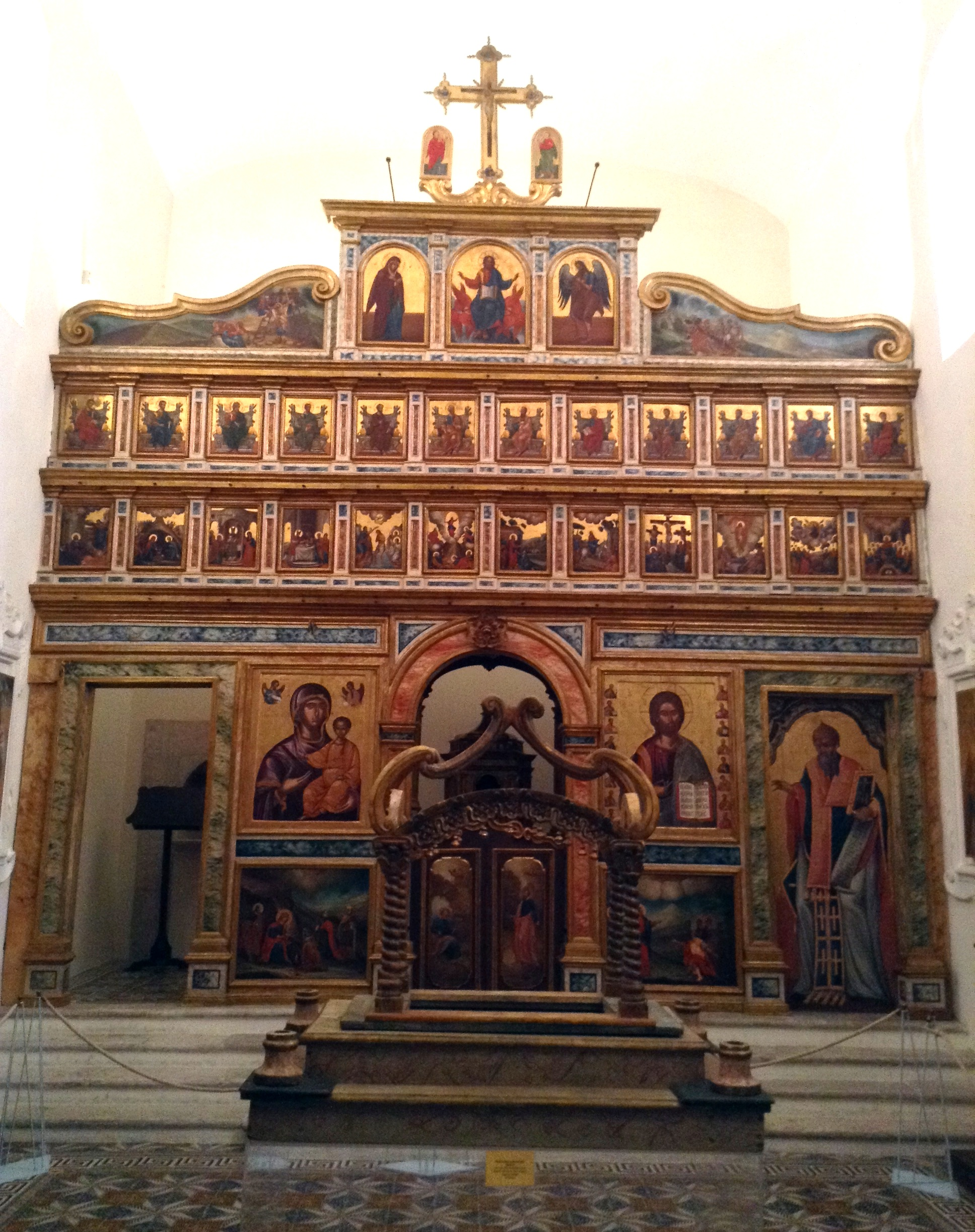
L'iconostasi

La chiesa è ubicata lungo via dei Greci, anticamente strada Chiesa dei Greci, anche storicamente denominata vico Leone e Gusman. L’intitolazione della chiesa ha come riferimento la nota devozione dei Greci ortodossi per la Madonna. All’ingresso principale si accede mediante una scalinata costituita da due rampe opposte, disposte parallelamente al fronte principale, che terminano in un piccolo pianerottolo. La facciata è semplice, priva di alcun elemento architettonico di pregio. Il portale di ingresso è sormontato da un timpano ad arco spezzato nel mezzo.

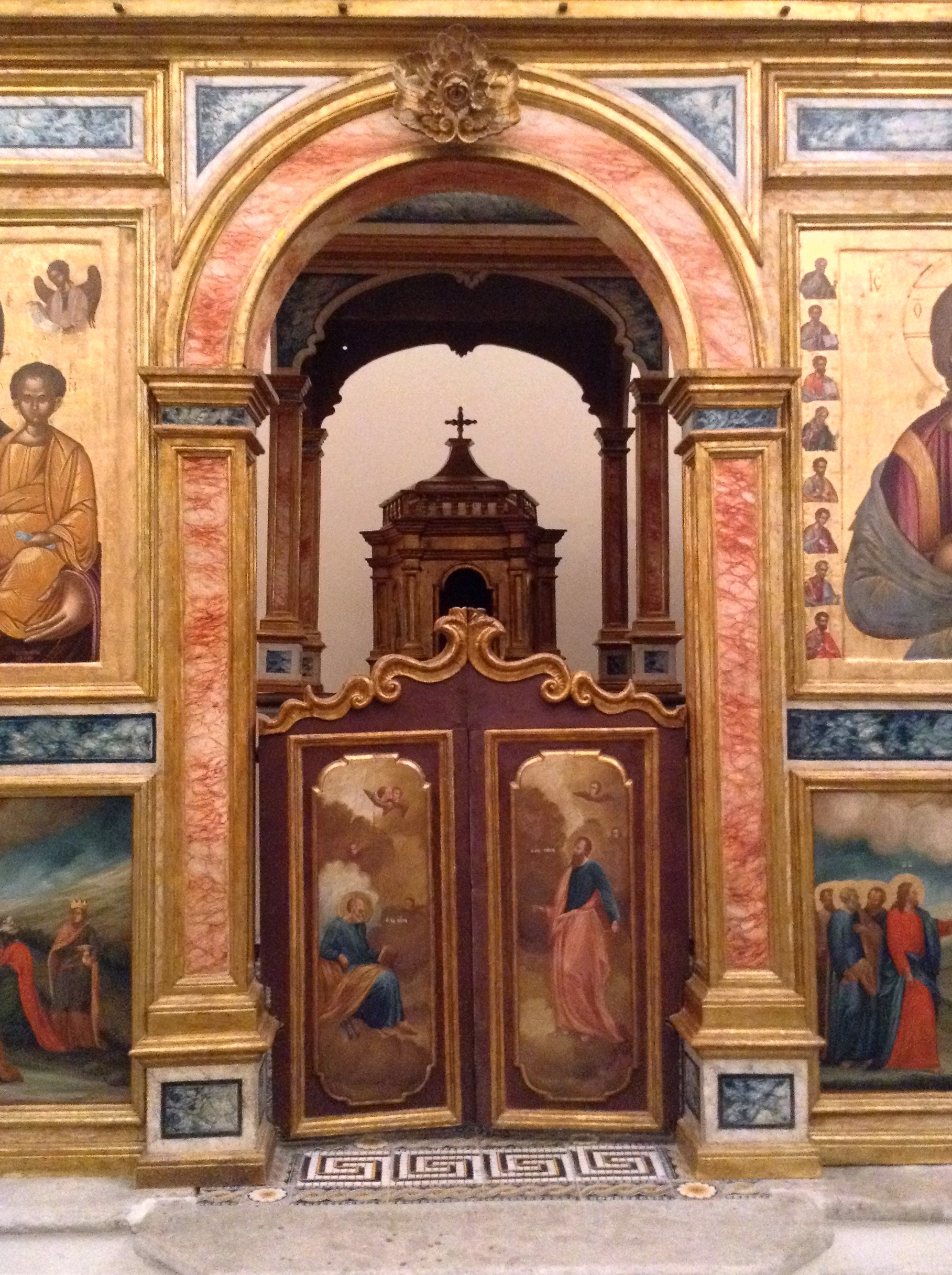
La porta regale

L'interno è caratterizzato da un'aula rettangolare con orientamento est-ovest. Sul lato opposto all'ingresso è posta un'imponente iconostasi all'interno della quale sono inserite le icone, con la funzione di separare la zona del Santuarium dalla zona accessibile ai fedeli. Nel mezzo vi è la porta regale, il cui accesso era riservato solo al clero, ai lati della quale vi sono le raffigurazioni del Cristo Pantocratore e della Madonna.